# Inmaculada Pereiro
Inmaculada Pereiro González (26 de octubre de 1972, Bilbao) es una duatleta y triatleta vasca que ha ganado 16 campeonatos de España entre triatlón de invierno, duatlón, duatlón cross, duatlón de larga distancia y triatlón de larga distancia. Además fue quinta en el Europeo de duatlón de 2007 celebrado en Rimini, décima en el Campeonato del Mundo de Duatlón de 2007 celebrado en Győr, Hungría y novena en el Ironman de Roth.

## Trayectoria

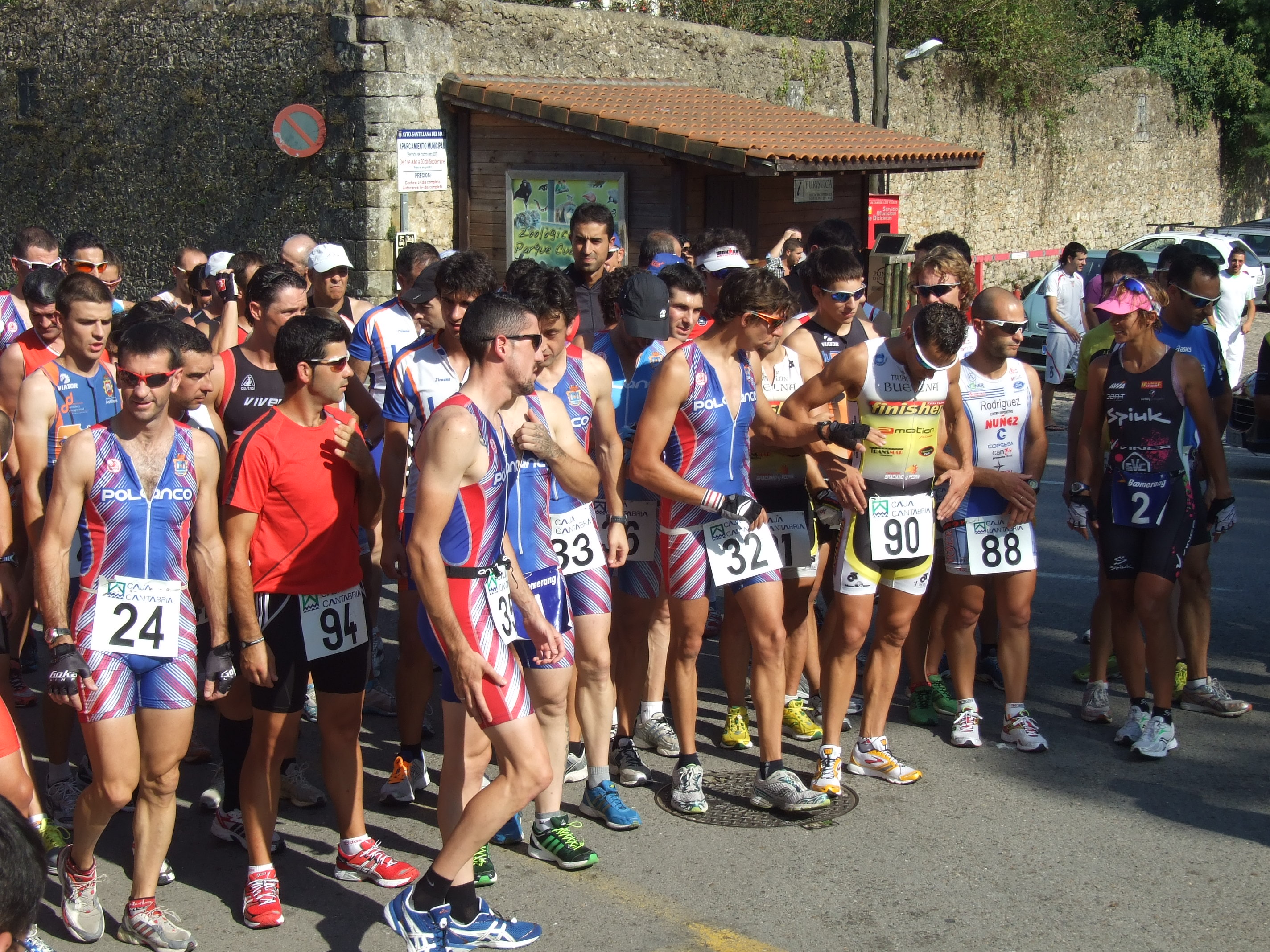
Salida del Duatlón de Santillana del Mar en 2011, Inma a la derecha con el número 2.

En el año 2000 participó en el Campeonato de España de Triatlón de Invierno en el cual fue segunda tras Ana Casares. Al año siguiente volvió a participar, y volvió a repetir puesto tras Anna Serra, que el año anterior había sido tercera. Sin embargo, en 2002 se tomó la revancha contra Casares y ganó el título nacional por primera vez. Los dos años siguientes fue tercera tras Ana Folkegard y Anna Serra, pero volvió a convertirse en Campeona de España en los años 2005, 2006 y 2008 (en 2007 no se pudo celebrar el campeonato). En 2009 y 2010 volvió a ganar el título nacional de esta especialidad, en Benasque (Huesca) primero y en Ansó después, ganando el título en sexta ocasión. En 2011 y 2013 volvió a ser tercera, no participando en 2012.
En la misma especialidad, en triatlón de invierno, ha ganado en siete ocasiones el Triatlón Blanco de Reinosa, en los años 2003, 2005, 2006, 2007, 2008 (en esta edición se realizó un duatlón), 2009 y 2010. En 2010 y 2011 se adjudicó el Desafío Doñana, prueba de larga distancia de 1 kilómetro a nado, 169 kilómetros en bici y 30 kilómetros de carrera a pie.
En el Circuito de Triatlón de Cantabria ha ganado en 2007 y 2009. En el Circuito de Duatlón-Cross de Cantabria ha ganado en 2011. Ha disputado tres ironman, dos en Roth y otro en Lanzarote. También compitió en el Giro de Italia en el año 2010 con el equipo Debabarrena - Kirolgi, siendo finalmente la 79.ª clasificada con 2:31:09 horas más que la primera clasificada. En la especialidad de duatlón ha ganado en tres ocasiones el Campeonato de España, en 2005, 2007 (Fuenlabrada) y 2009. En 2009 ganó en Vigo por delante de la malagueña Beatriz Jiménez.
En 2007 además de imponerse en el Campeonato de España de duatlón, ganó en el Campeonato de España de duatlón cros disputado en Ibiza, subcampeona de España de triatlón cros, sexta en el Campeonato de Europa de triatlón cros y oro con la selección de España. Fue décima en el Campeonato del Mundo de duatlón, campeona de Cantabria de triatlón blanco, de duatlón y triatlón, y además fue subcampeona de acuatlón.

## Vida personal
Compaginaba el triatlón con su trabajo como fisioterapeuta en un colegio de educación especial en Cantabria, aunque después lo dejó durante un tiempo para dedicarse por entero al deporte. En 2011 consiguió una plaza como bombera en Cantabria. Su pareja es el también triatleta Fernando García Aja.

## Palmarés
- 6 veces campeona de España de Triatlón de Invierno (2002, 2005, 2006, 2008, 2009 y 2010).
- 3 veces campeona de España de Duatlón (2005, 2007 y 2009).
- 4 veces campeona de España de Duatlón cros (2007).
- Campeona de España de Triatlón cros (2008).
- Campeona de España de Duatlón Larga Distancia.
- Campeona de España de Triatlón Larga Distancia (2008).
- 7 veces campeona del Triatlón Blanco de Reinosa (2003, 2005, 2006, 2007, 2008, 2009 y 2010).
- 2 Desafío Doñana (2010 y 2011).
- Internacional con España en Triatlón de Invierno, Duatlón, Duatlón de Larga Distancia y Triatlón de larga Distancia.